# ایسلر گینت
ایسلر گینت (اسپانیایی: Heissler Guillent‎؛ زادهٔ ۱۷ دسامبر ۱۹۸۶) بازیکن بسکتبال اهل ونزوئلا است.
وی در مسابقات کشوری و بین‌المللی در مجموع برندهٔ ۲ مدال طلا شده‌است.